# Episodi di Lois & Clark - Le nuove avventure di Superman (terza stagione)
La terza stagione della serie televisiva Lois & Clark - Le nuove avventure di Superman è composta da 22 episodi ed è stata trasmessa negli Stati Uniti dal 17 settembre 1995 al 12 maggio 1996.
| nº | Titolo originale                  | Titolo italiano            | Prima TV USA      | Prima TV Italia |
| -- | --------------------------------- | -------------------------- | ----------------- | --------------- |
| 1  | ...We Have a Lot to Talk About    | Superman disoccupato       | 17 settembre 1995 | 1997            |
| 2  | Ordinary People                   | Gente comune               | 24 settembre 1995 | 1997            |
| 3  | Contact                           | Contatto                   | 1º ottobre 1995   | 1997            |
| 4  | When Irish Eyes Are Killing       | Occhi irlandesi            | 15 ottobre 1995   | 1997            |
| 5  | Just Say Nobuongiovno             | Chiamatemi Noè             | 22 ottobre 1995   | 1997            |
| 6  | Don't Tug on Superman's Cape      | Una gabbia per due         | 5 novembre 1995   | 1997            |
| 7  | Ultra Woman                       | Ultra Woman                | 12 novembre 1995  | 1997            |
| 8  | Chip Off the Old Clark            | Giù la maschera            | 18 novembre 1995  | 1997            |
| 9  | Super Mann                        | Superman e il Quarto Reich | 26 novembre 1995  | 1997            |
| 10 | Virtually Destroyed               | La realtà virtuale         | 10 dicembre 1995  | 1997            |
| 11 | Home Is Where the Hurt Is         | Fiacco Natale              | 17 dicembre 1995  | 1997            |
| 12 | Never on Sunday                   | Vendetta a distanza        | 7 gennaio 1996    | 1997            |
| 13 | The Dad Who Came In from the Cold | Il padre venuto dal freddo | 14 gennaio 1996   | 1997            |
| 14 | Tempus, Anyone?                   | Universi paralleli         | 21 gennaio 1996   | 1997            |
| 15 | I Now Pronounce You...            | Marito e moglie            | 11 febbraio 1996  | 1997            |
| 16 | Double Jeopardy                   | La sosia e la cantante     | 18 febbraio 1996  | 1997            |
| 17 | Seconds                           | I supercloni               | 25 febbraio 1996  | 1997            |
| 18 | Forget Me Not                     | La grande nebbia           | 10 marzo 1996     | 1997            |
| 19 | Oedipus Wrecks                    | Il complesso di Edipo      | 24 marzo 1996     | 1997            |
| 20 | It's a Small World After All      | Com'è piccolo il mondo     | 28 aprile 1996    | 1997            |
| 21 | Through a Glass, Darkly           | Come in uno specchio       | 5 maggio 1996     | 1997            |
| 22 | Big Girls Don't Fly               | L'ombra del passato        | 12 maggio 1996    | 1997            |

## Superman disoccupato
- Titolo originale: ...We Have a Lot to Talk About
- Diretto da: Philip J. Sgriccia
- Scritto da: John McNamara

### Trama
Clark non riceve esattamente la risposta che sperava alla sua proposta di matrimonio: Lois è colpita, ferita e inviperita.
- Guest star: Peter Boyle (Bill Church), Bruce Campbell (Bill Church, Jr.).
- Altri interpreti: Sal Viscuso (Bobby Bigmouth), Jessica Collins (Mindy Church).

## Gente comune
- Titolo originale: Ordinary People
- Diretto da: Michael W. Watkins
- Scritto da: Eugenie Ross-Leming e Brad Buckner

### Trama
Un eccentrico milionario è certo che la sua testa farebbe un figurone sul corpo di Superman.
- Altri interpreti: David Leisure (Spencer Spencer), Carlos Lacamara (Dr. Pescado).

## Contatto
- Titolo originale: Contact
- Diretto da: John T. Kretchmer
- Scritto da: Tony Blake e Paul Jackson

### Trama
Quando si rende conto che, a causa del loro rapporto, Lois è continuamente in pericolo, Clark si vede costretto a lasciarla.
- Altri interpreti: Patrick Labyorteaux (Bob Fences), Larry Hankin (Dr. Martin Solsvig).

## Occhi irlandesi
- Titolo originale: When Irish Eyes Are Killing
- Diretto da: James Hayman
- Scritto da: Grant Rosenberg

### Trama
Lois si serve di una vecchia fiamma per riaccendere la passione di Clark, ma sarà invece il suo antico spasimante a servirsi di lei.
- Altri interpreti: Julian Stone (Patrick Sullivan), Ilana Levine (Veronica Kipling).

## Chiamatemi Noè
- Titolo originale: Just Say Noah
- Diretto da: David Jackson
- Scritto da: Brad Buckner e Eugenie Ross-Leming

### Trama
I due migliori inviati del Daily Planet ricevono l'incarico di indagare sotto copertura, come marito e moglie, su una misteriosa agenzia per coppie in crisi.
- Guest star: Mac Davis (Larry Smiley), Rob LaBelle (Donald)

## Una gabbia per due
- Titolo originale: Don't Tug on Superman's Cape
- Diretto da: David Simkins
- Scritto da: Steven Dubin

### Trama
Superman, l'opera d'arte. Una facoltosa coppia di Metropolis vuole aggiungere Superman alla propria collezione di rarità.
- Guest star: Genie Francis (Amber Lake), Jonathan Frakes (Tim Lake)

## Ultra Woman
- Titolo originale: Ultra Woman
- Diretto da: Mike Vejar
- Scritto da: Gene O'Neill e Noreen Tobin

### Trama
Due diaboliche sorelle colpiscono Superman con la kryptonite rossa, ma i loro piani malvagi vanno all'aria quando i super poteri si trasferiscono a Lois.
- Guest star: Shelley Long (Lucille Newtrich), Mary Gross (Nell Newtrich)

## Giù la maschera
- Titolo originale: Chip Off the Old Clark
- Diretto da: Michael W. Watkins
- Scritto da: Michael Jamin e Sivert Glarum

### Trama
Clark nega categoricamente di avere un figlio illegittimo, ma ciò non spiega come sia possibile che il bambino in questione riesca a sollevare un divano.
- Guest star: Susan Batten (Leigh-Anne Stipanovic), Alex D. Linz (Jesse Stipanovic)

## Superman e il Quarto Reich
- Titolo originale: Super Mann
- Diretto da: James Bagdonas
- Scritto da: Chris Ruppenthal

### Trama
Una corsa contro il Tempo. Superman deve combattere contro dei redivivi gerarchi nazisti decisi a dominare il mondo.
- Guest star: Sean Kanan (Steve Law), Paul Kersey (Hank West)

## La realtà virtuale
- Titolo originale: Virtually Destroyed
- Diretto da: Jim Charleston
- Scritto da: Dean Cain e Sean Brennan

### Trama
Lois e Clark vengono fatti prigionieri da Jaxson Xavier, figlio illegittimo del defunto Lex Luthor, nella sua sofisticatissima realtà virtuale. La forza fisica non serve in questo universo virtuale e Superman dovrà chiedere aiuto a Jimmy per giocare come un mago del computer.
- Guest star: Paula Poundstone (Voce del Computer), Andrew Bryniarski (Kombat)

## Fiacco Natale
- Titolo originale: Home is Where the Hurt Is
- Diretto da: Geoffrey Nottage
- Scritto da: Eugenie Ross-Leming e Brad Buckner

### Trama
L'Intergang ha pronto un regalo di Natale per Superman: un virus kryptoniano che potrebbe distruggere per sempre l'uomo di ferro.
- Guest star: Robert Carradine (Joey Bermuda)

## Vendetta a distanza
- Titolo originale: Never on Sunday
- Diretto da: Michael Lange
- Scritto da: Grant Rosenberg

### Trama
Il matrimonio rischia di andare a monte quando uno stregone comincia a tormentare Clark con strane visioni.
- Guest star: Gary Dourdan (Ziggy), Carol Lawrence (Beverly Lipman).

## Il padre venuto dal freddo
- Titolo originale: The Dad Who Came In from the Cold
- Diretto da: Alan J. Levi
- Scritto da: David Simkims

### Trama
Jimmy è convinto che il suo eccentrico padre sia un ingegnere. Invece, è un agente segreto con licenza di uccidere.
- Guest star: James Read (Jack Olsen), Una Damon (Sweet Tart).

## Universi paralleli
- Titolo originale: Tempus, Anyone?
- Diretto da: Winrich Kolbe
- Scritto da: John McNamara

### Trama
Lois sta vivendo una realtà parallela in cui Clark è fidanzato con una sua vecchia fiamma, mentre lei apparentemente in quella linea temporale è morta.
- Guest star: Emily Procter (Lana Lang), Lee Arenberg (Major Domo).

## Marito e moglie
- Titolo originale: I Now Pronounce You...
- Diretto da: Jim Pohl
- Scritto da: Chris Ruppenthal

### Trama
Lois e Clark sono finalmente convolati a nozze, ma alcuni accadimenti fanno sorgere il dubbio sul fatto che la sposa sia proprio Lois.
- Guest star: Tony Curtis (Dr. Isaac Mamba), Brad Garrett (Reverend Bob).

## La sosia e la cantante
- Titolo originale: Double Jeopardy
- Diretto da: Chris Long
- Scritto da: Eugenie Ross-Leming e Brad Buckner

### Trama
L'attacco dei cloni. Mentre Lex Luthor fugge con la vera Lois, Clark passa la prima notte di nozze con un suo clone.
- Guest star: Paul Linke (Church Deacon), Bille Dean (Red Dixon)

## I supercloni
- Titolo originale: Seconds
- Diretto da: Alan J. Levi
- Scritto da: Corey Miller

### Trama
L'oscura trama intessuta da Lex per conquistare Lois potrebbe significare per lei un'amnesia totale e per i cittadini di Metropolis il dramma finale.
- Guest star: Timothy Busfield (The Spy Guy).

## La grande nebbia
- Titolo originale: Forget Me Not
- Diretto da: James Bagdonas
- Scritto da: Grant Rosenberg

### Trama
Nel tentativo di recuperare la memoria, Lois si ricovera in una clinica dove i pazienti muoiono con allarmante rapidità.
- Altri interpreti: Larry Poindexter (Dr. Maxwell Deter), Charles Cioffi (Dr. Elias Mendenhall).

## Il complesso di Edipo
- Titolo originale: Oedipus Wrecks
- Diretto da: Kenn Fuller
- Scritto da: David Simkims

### Trama
Si ritorna al lavoro... e all'inizio della storia. Ormai nient'altro che semplici colleghi, Lois e Clark si mettono sulle tracce di una macchina in grado di alterare la mente.
- Guest star: Larry Poindexter (Dr. Maxwell Deter), Renée Taylor (Roweena Johnson).

## Com'è piccolo il mondo
- Titolo originale: It's a Small World After All
- Diretto da: Philip Sgriccia
- Scritto da: Pat Hazel e Teri Hatcher

### Trama
La scuola fa schifo: almeno per una vecchia compagna di classe di Lois che medita una vendetta diabolica.
- Altri interpreti: Steve Young (Joe Malloy).

## Come in uno specchio
- Titolo originale: Through a Glass, Darkly
- Diretto da: Chris Long
- Scritto da: Chris Ruppenthal

### Trama
La compagnia di Krypton. Visitatori alieni con un solo obiettivo: scatenare il caos nella vita di Superman.
- Altri interpreti: Jon Tenney (Ching), Justine Bateman (Sarah/Zara).

## L'ombra del passato
- Titolo originale: Big Girls Don't Fly
- Diretto da: Philip Sgriccia
- Scritto da: Eugenie Ross-Leming e Brad Buckner

### Trama
Destino. Krypton è in pericolo, ma per salvare il suo pianeta natale Superman deve abbandonare gli amici, la famiglia e Lois.
- Altri interpreti: Jon Tenney (Ching), Justine Bateman (Sarah/Zara).